# Банновка (Костанайская область)

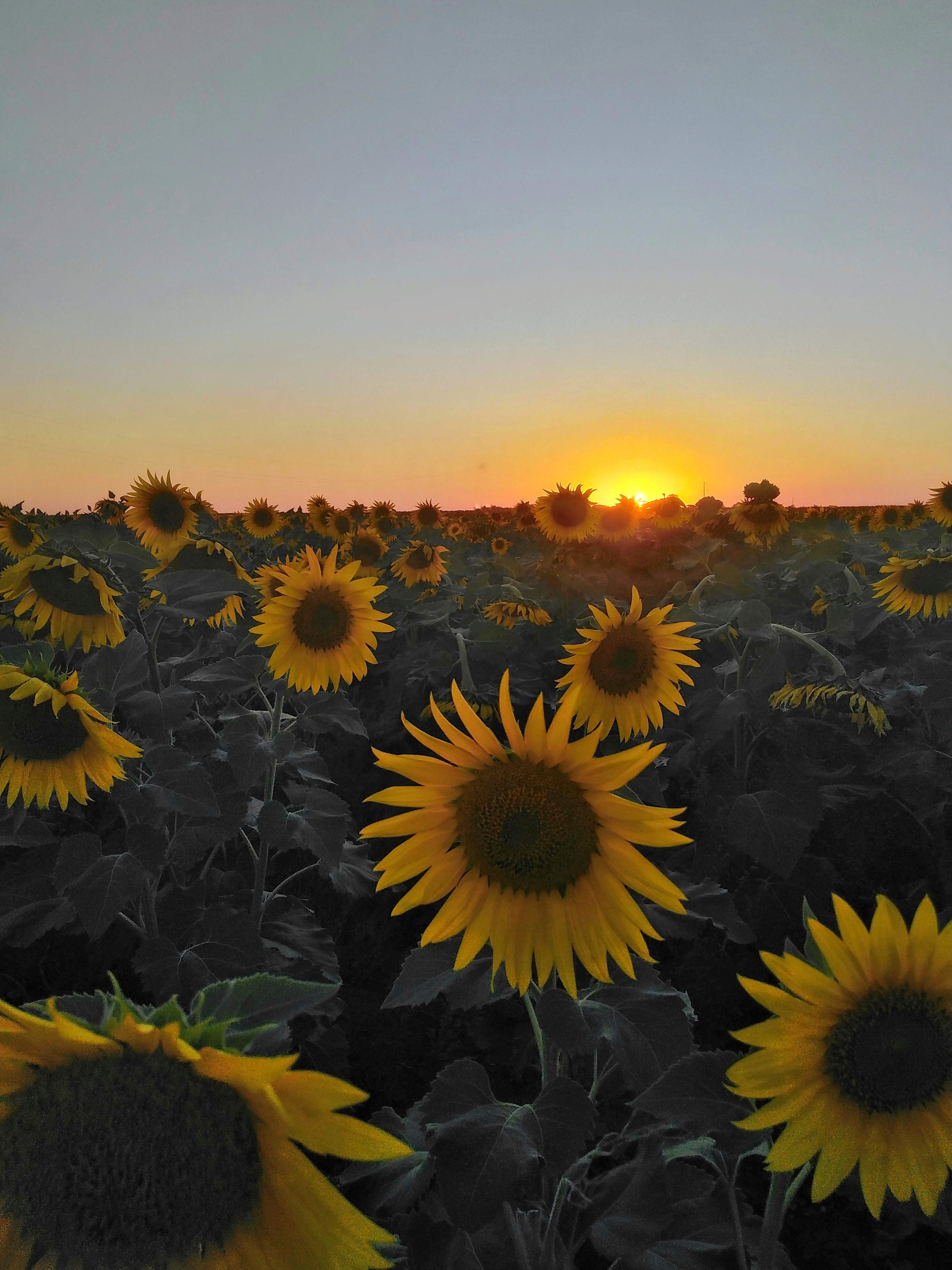

Банновка (каз. Баннов) — село в Фёдоровском районе Костанайской области Казахстана. Административный центр Банновского сельского округа. Находится примерно в 20 км к северо-востоку от районного центра, села Фёдоровка. Код КАТО — 396835100.

## Население
В 1999 году население села составляло 1188 человек (576 мужчин и 612 женщин). По данным переписи 2009 года, в селе проживал 1061 человек (494 мужчины и 567 женщин). По данным переписи 2021 года, в селе проживало 917 человек (446 мужчин и 471 женщина).